# Альбрехт Окс
Альбрехт Отто Бісмарк Окс (нім. Albrecht Otto Bismarck Ochs; 30 вересня 1896, Берлін — 20 липня 1986) — німецький військовий льотчик, майор резерву люфтваффе, доктор права.

## Біографія
Син Пауля Окса, придворного архітектора німецького імператора. Свої імена одержав на честь Отто фон Бісмарка, з яким його батько був особисто знайомий.
У вересні 1914 року разом із братами Вольфґанґом і Ебергардом вступив добровольцем у 5-й гвардійський піхотний полк. Учасник Першої світової війни, брав участь в боях у Фландрії і Галичині. 15 лютого 1917 року поступив на курси пілота, в листопада зарахований у 4-ту бомбардувальну ескадру. 3 січня 1918 року збив ворожий літак. Влітку 1918 року захворів на пневмонію і потрапив у військови лазарет у Франкфурті-на-Одері, де і зустрів кінець війни. Після війни залишився на військовій службі, учасник Каппського заколоту. Згодом вийшов у відставку, вивчав право і влаштувався на роботу в Берлінський суд. В 1938 році поступив на службу в люфтваффе, льотчик-винищувач.
Під час Другої світової війни займав наступні посади:
- Командир 4-ї ескадрильї 3-ї винищувальної ескадри (16 квітня — 30 червня 1940);
- Командир 9-ї ескадрильї 3-ї винищувальної ескадри (1 липня — 30 вересня 1940);
- Командир запасної ескадрильї 3-ї винищувальної ескадри (1 жовтня 1940 — 31 січня 1941);
- Командир запасної групи 51-ї винищувальної ескадри (13 березня — 15 червня 1941);
- Командир 1-ї групи 53-ї винищувальної ескадри (16 червня 1941 — 30 квітня 1942);
- Командир 1-ї групи 27-ї винищувальної ескадри (1 травня — 16 серпня 1942);
- Офіцер нічної винищувальної авіації (17 серпня 1942 — 15 грудня 1943);
- Офіцер 4-ї винищувальної дивізії (16 грудня 1943 — 14 лютого 1944);
- Командир 1-ї групи 2-ї ескадри буквирувальників мішеней (25 березня — 7 квітня 1944);
- Командир 3-ї групи 2-ї ескадри буквирувальників мішеней (8 квітня — 6 липня 1944);
- Командир 1-ї групи 2-ї ескадри буквирувальників мішеней (7 липня — 15 серпня 1944);
- Інструктор 1-ї запасної ескадри (9 лютого — квітень 1945).

## Звання[1]
- Унтер-офіцер (вересень 1915)
- Віцефельдфебель (1917)
- Лейтенант резерву
- Оберлейтенант резерву
- Гауптман резерву (26 лютого 1939)
- Майор резерву (квітень 1941)

## Нагороди[1]
- Залізний хрест 2-го класу (30 травня 1915)
- Нагрудний знак військового пілота (Пруссія) (12 січня 1918)
- Залізний хрест 1-го класу (8 червня 1918)
- Нагрудний знак «За поранення» в золоті
- Почесний хрест ветерана війни з мечами
- Нагрудний знак пілота (8 червня 1938)
- Комбінований Знак Пілот-Спостерігач (21 грудня 1938)
- Спортивний знак СА (20 вересня 1939)
- Медаль «За вислугу років у Вермахті» 4-го класу (4 роки) (1940)
- Застібка до Залізного хреста
  - 2-го класу (4 червня 1940)
  - 1-го класу (12 липня 1940)
- Почесний знак «За вірну службу» 2-го ступеня (25 років) (1 серпня 1940)
- Почесний Кубок Люфтваффе (11 жовтня 1940)
- Авіаційна планка винищувача в сріблі (27 травня 1941)
- Медаль «За італо-німецьку кампанію в Африці» (Італія) (16 серпня 1942)